# Reyn
Das Reyn ist eine veraltete Einheit der dynamischen Viskosität, die zum angloamerikanischen Maßsystem gehört. Sie ist nach dem britischen Physiker Osborne Reynolds benannt, von dem wichtige Beiträge der Strömungsmechanik stammen (vgl. etwa Reynolds-Zahl und Reynolds-Gleichungen).
Die Einheit ist als Psi-Sekunde definiert, wobei Psi eine verkürzte Bezeichnung der Druckeinheit Pound-force per square inch darstellt. Für die Umrechnung in die CGS-Einheit Poise bzw. in die SI-Einheit Pascalsekunde gilt:
1 Reyn = 1 Psi-Sekunde (lbf/in²·sec) ≈ 68 947 Poise = 6 894,76 Pascalsekunden (Pa·s)
Da es sich beim Reyn um eine vergleichsweise große Einheit handelt, ist sein millionster Teil, das Mikroreyn, gebräuchlicher.